# Lomazóyatl
Lomazóyatl es una localidad del estado mexicano de Guerrero. Es parte del municipio de Alcozauca de Guerrero.

## Demografía
| Gráfica de evolución demográfica |
|                                  |

| Censo | Población |
| ----- | --------- |
| 1950  | 608       |
| 1960  | 666       |
| 1970  | 453       |
| 1980  | 667       |
| 1990  | 768       |
| 2000  | 716       |
| 2010  | 968       |
| 2020  | 1 111     |